# Temporada de huracanes del Atlántico de 2001
La temporada de huracanes del Atlántico de 2001 comenzó oficialmente el 1 de junio de 2001, y terminó el 30 de noviembre de 2001. Estas fechas, normalmente, delimitan el período de cada año en el que se forman más ciclones tropicales en la región Atlántica. Este fue el segundo año de dos temporadas en el que ningún huracán entró en Estados Unidos, algo realmente atípico; que ha sucedido con anterioridad en las temporadas de 1981 y 1982.
Las tormentas más destacables de 2001 incluyen: tormenta tropical Allison, Huracán Iris, y huracán Michelle. Allison causó miles de millones de dólares en daños cuando provocó inundaciones en Houston, Texas. Iris causó cuantiosos daños en Belice cuando hizo entrada en tierra en Categoría 4. Michelle fue responsable de numerosas muertes y daño a gran escala en Jamaica, Cuba, Honduras, y Nicaragua.
En 2001, sucedió una inusual racha de tormentas con nombre, cuyo desarrolló bajó de depresión tropical y se refortalecieron nuevamente.

## Tormentas
Cronología de la actividad tropical del Atlántico en 2001 en la temporada de huracanes

### Tormenta tropical Allison
La tormenta tropical Allison golpeó Texas a principios de junio. Entró en el estado, se movió en dirección, sur, este, golpeó Luisiana, y continuó hacia el noreste. Se convirtió en extratropical el día 18, después de causar severas inundaciones a lo largo de su camino, especialmente en Texas y Luisiana.
Aunque fue una tormenta mínima y con pocas características tropicales, Allison es uno de los ciclones más costosos y mortíferos que ha afectado a los Estados Unidos, y la peor tormenta tropical registrada en la nación. La FEMA estimó los daños en $5000 millones de dólares, casi todo relacionado con inundaciones en la región de Houston. Hubo 41 muertes atribuidas directamente a Allison, 27 de ellas debido a las inundaciones.

### Tormenta tropical Barry
Barry se formó de una onda tropical en el golfo de México el 2 de agosto. Moviéndose hacia el oeste, se debilitó a depresión tropical, y se esperaba que continuase hacia el oeste-noroeste. Sin embargo, el sistema giró al norte y alcanzó de nuevo categoría de tormenta tropical el día 5. Aquella noche alcanzó los 112 km/h, pero algo de cizalladura desde el sur, impidió que la tormenta alcanzase fuerza de huracán. Barry hizo entrada en tierra cerca de la playa de Santa Rosa, el 6 de agosto como una tormenta tropical fuerte, desarrollando una pared del ojo, y permitiendo la posibilidad de que Barry fuese huracán. Después de hacer entrada en tierra, sus restos continuaron en superficie y se disiparon sobre Misuri el día 8.
La tormenta tropical Barry fue responsable de dos muertes en Florida, una debido al impacto de un rayo. También se informó de una muerte indirecta. El daño se estimó en 30 millones de dólares. La onda tropical de la que surgió Barry también está culpada de hundir un bote que transportaba a regufiados cubanos, seis pasajeros se ahogaron.

### Tormenta tropical Chantal
Chantal fue una tormenta pobremente organizada que se formó como depresión el 14 de agosto al este de las islas de Barlovento. En algún momento del día 16, la depresión degeneró en onda tropical. Esta onda pasó sobre las islas, y el día 17, se convirtió de nuevo en tormenta tropical.
Chantal continuó moviéndose al oeste, a lo largo del mar Caribe, y se fortaleció de algún modo. Estuvo cerca de fuerza de huracán en el 21 de agosto pero hizo entrada en tierra en la frontera entre Belice y México antes de que pudiese ganar la velocidad necesaria de vientos. Continuó en México y se disipó el día 22.
Chantal oficialmente no causó muertes, pero la onda tropical causó dos muertes por impacto de rayo en Trinidad. Los daños en Belice fueron estimados en $4 millones de dólares.  No se reportaron daños de importancia en México.

### Tormenta tropical Dean
Dean se formó a partir de una onda tropical que se movió hacia el nordeste a lo largo de las Antillas Menores a mediados de agosto. El 22 de agosto, según se acercaba a las Islas Vírgenes, recibió el nombre de Tormenta tropical Dean. Al dejar el Caribe, se debilitó, y el día 23 se convirtió en onda tropical.
La onda se mantuvo, y el día veintisiete se refortaleció. Dean estuvo cerca de categoría de huracán, pero se movió sobre aguas frías y se convirtió en extratropical. Fue absorbida por una borrasca el 29 de agosto.
Las severas precipitaciones en Puerto Rico causaron alrededor de $2 millones de dólares en pérdidas para la agricultura, así como inundaciones en hogares y el derrumbe de dos puentes. El daño en las Islas Vírgenes fue mínimo.

### Huracán Erin
La tormenta tropical Erin se formó cerca de la latitud 37W en el Atlántico abierto el 2 de septiembre. Se movió al oeste durante varios días, pero se debilitó el día 5. La tormenta se fortaleció y el día 7, Erin recuperó su nivel de tormenta tropical. Continuó hacia el nordeste y alcanzó categoría de huracán. El 8 de septiembre, Erin se encontraba a 166 kilómetros de las Bermudas.
Después, continuó hacia el nordeste, pero el día 11, su recorrido cambió hacia el este, el 13, comenzó a girar hacia el este. El día 13, Erin comenzó a girar al noreste y pasó sobre Cape Race, Terranova el 15 de septiembre. Se convirtió en extratropical y se unió a otro sistema sobre Groenlandia el día 17.
No se informó de fallecimientos ni daños causados por Erin.

### Huracán Félix
Una onda tropical cerca de la costa de África se desarrolló en una depresión tropical el 7 de septiembre cerca de las islas de Cabo Verde. Se movió rápidamente al oeste, y degeneró en onda tropical al día siguiente. El 10 de septiembre se reorganizó, y fue nombrado de nuevo como Depresión tropical Siete. La depresión continuó fortaleciéndose, y se convirtió en el huracán Félix el 13 de septiembre. Ahora moviéndose hacia el norte, Félix se intensificó rápidamente, alcanzando Categoría 3. Giró hacia el noreste y comenzó a debilitarse. El 17 de septiembre, volvió a Tormenta tropical, y se disipó el día 19. No se reportaron daños.

### Huracán Gabrielle
Una pequeña borrasca en el golfo de México fue clasificada como depresión tropical el 11 de septiembre. Después de realizar un pequeño giro en el golfo, la depresión alcanzó fuerza de tormenta tropical y se la denominó Gabrielle. La tormenta tropical se dirigió hacia el noreste e hizo entrada en tierra en Venice, Florida el 14 de septiembre justo en el límite por debajo de la fuerza de huracán. Dieciocho horas después, Gabrielle salió a la costa, todavía como tormenta tropical. Continuó hacia el noreste y se convirtió en un huracán de poca intensidad. El 19 de septiembre, al sur de Terranova, se la clasificó como tormenta extratropical. El 21, se había unido a otra borrasca.
Gabrielle produjo lluvias torrenciales a lo largo de Florida, acumulando hasta 13 pulgadas en Pierson. La tormenta causó una muerte directa por ahogo, y una indirecta en Florida, y un daño total estimado en 230 millones de dólares. 

### Depresión tropical Nueve
Una depresión tropical se formó de una onda tropical en el mar Caribe el 19 de septiembre, a unos 95 km al norte-noroeste de la isla de San Andrés. Alcanzó una intensidad máxima de 55 km/h, con una presión mínima de 1005 mbar. Nunca  se previó que se convirtiera en una tormenta tropical, como resultado de formarse tan cerca a la tierra, tocó tierra cerca de Puerto Cabezas el 20 de septiembre. Dejó una gran cantidad de lluvia y trajo vientos leves a América Central, especialmente alrededor de Puerto Cabezas. Después de perder su circulación cerrada sobre tierra,  se reformó en el Huracán Juliette en el Pacífico oriental.

### Huracán Humberto
Humberto se formó a partir de un área de baja presión generada por el huracán Gabrielle. La borrasca se convirtió en depresión tropical el 21 de septiembre a 790 kilómetros de las Bermudas. Se movió en dirección noroeste y recibió el nombre de Tormenta tropical Humberto el día siguiente. Comenzó a moverse hacia el norte, después al noreste según pasaba por Bermudas, para convertirse en huracán. Después se dirigió hacia las aguas más frías del norte del océano Atlántico, y se disipó rápidamente el 27 de septiembre. No hubo reportes de daños relativos a Humberto.

### Huracán Iris
La depresión tropical once se formó a sudeste de Barbados el 4 de octubre. Viajó a lo largo de las islas de Barlovento, y recibió el nombre de Tormenta tropical iris al sur de Puerto Rico el día 5. Continuó hacia el oeste y se intensificó. Después de pasar al sur de Jamaica, alcanzó Categoría 4 en la escala de huracanes. Hizo su entrada en tierra cerca de Monkey River Town, Belice el 9 de octubre conservando su categoría, pero se debilitó rápidamente, disipándose el mismo día.
La cantidad exacta de muertes es desconocida, pero se confirmaron 31, 3 en la República Dominicana, 8 en Guatemala y 20 del M/V Wave Dancer, un barco que estaba atracado en la costa de Belice. Los periódicos reportaron 30 muertes más en Belice, pero el gobierno solo confirmó 20 del Wave Dancer. El daño reportado en Belice alcanzó los $66,2 millones de dólares.

### Tormenta tropical Jerry
Una onda tropical con movimiento oeste se organizó para convertirse en la Depresión tropical Doce el 6 de octubre a 1000 km de Barbados. Bajo poca cizalladura vertical y con aguas cálidas, se convirtió en tormenta tropical el día 7, y alcanzó su pico de vientos de 80 km/h aquel mismo día. Jerry pasó al sur de Barbados entre los días 7 y 8, donde la cizalladura vertical rompió la circulación, haciéndolo elíptico y más débil. 6 horas antes de disiparse, Jerry todavía estaba previsto que llegase a huracán, pero su rápido movimiento hacia el oeste, hizo que se disipase el día 8 de octubre en el mar Caribe a 370 km al sur de Puerto Rico. No hubo reportes de daños.

### Huracán Karen
El 12 de octubre, una borrasca extratropical al sur de Bermudas fue clasificada como Tormenta subtropical Uno. Después de pasar sobre la región, la tormenta adquirió suficientes características tropicales para ser reclasificada como tormenta tropical Karen. Continuó al norte, convirtiéndose en huracán, pero se debilitó lentameente e hizo entrada en tierra en Nueva Escocia el 15 de octubre como tormenta tropical. Sus restos fueron absorbidos por un sistema mayor aquel día.
Karen fue responsable de hundir varios barcos pequeños en el puerto de St. George, pero no se reportaron más daños. Nueva escocia y Nuevo Brunswick se beneficiaron de la tormenta, que palió los efectos de la sequía que estaba sucediendo allí.

### Tormenta tropical Lorenzo
Un canal tropical, persistente, en la troposfera, en el Atlántico este, desarrolló circulación a bajo nivel, el 26 de octubre, y se organizó para convertirse en la depresión tropical catorce, el día 27, a 1.385 km de las Azores. Un fuerte anticiclón al norte causó que se moviera al oeste, donde la cizalladura impidió un fortalecimiento mayor. Después de estar a punto de disiparse en la noche del día 28, las temperaturas más cálidas del agua permitieron que la convección se desarrollara más cerca del centro. El viento del oeste hizo que la depresión se moviese hacia el norte, donde los vientos en la capa superior se hicieron más favorables. La depresión se fortaleció, llegando a Tormenta tropical Lorenzo el 30 de octubre, pero la cizalladura volvió, impidiendo más desarrollo. El 31 de octubre, Lorenzo se unió a un frente frontal. No se reportaron daños.

### Huracán Michelle
El Huracán Michelle fue una potente tormenta que se formó el 1 de noviembre cerca de Cabo Gracias a Dios, Nicaragua. Se dirigió al norte, y se fortaleció rápidamente, alcanzando Categoría 4 el 4 de noviembre. Michelle hizo entrada en tierra en Bahía de Cochinos  poco más tarde. Debilitada, pero todavía como huracán. Michelle continuó a través de Bahamas, donde se degeneró y fue absorbido por un frente el 6 de noviembre.
Michelle es responsable, oficialmente, de 17 muertes, y 26 desapariciones. El daño alcanzó los $1,8 miles de millones de dólares (2001).

### Huracán Noel
Una borrasca no tropical que se formó a partir de una borrasca frontal, se observó en el Atlántico el 2 de noviembre. Se movió al oeste y se fortaleció, convirtiéndose en tormenta subtropical el 4 de noviembre al este de Bermudas. Según se movía al norte, la convección se organizó en un anillo cercano al centro, y fue clasificado como Huracán Noel el día 5, basado en el reporte de un barco de vientos de 121 km/h cerca del centro. La cizalladura de los vientos del oeste debilitaron al huracán, y el día 6 se convirtió en extratropical. La tormenta continuó al norte, y fue absorbida por un sistema más grande. No se reportó ningún daño.

### Huracán Olga
Olga fue un huracán de final de temporada, que se formó a partir de un sistema no tropical a 1445 km de Bermudas, el 24 de noviembre. Inicialmente era una tormenta subtropical, pero comenzó a adquirir características tropicales y empezó a moverse en tirabuzón hacia el sudoeste. Olga se fortaleció hasta categoría de huracán, pero a principios de diciembre, se debilitó, y se disipó el día 5 de diciembre. Los únicos daños reportados, vinieron de un yate que pasó cerca del centro de Olga el día 24, Olga se disipó sobre el Océano Atlántico el 6 de diciembre como una tormenta extratropical.

## Clasificación de energía ciclónica acumulada (ACE)
| ACE (104 kt2) – Tormenta | ACE (104 kt2) – Tormenta | ACE (104 kt2) – Tormenta | ACE (104 kt2) – Tormenta | ACE (104 kt2) – Tormenta | ACE (104 kt2) – Tormenta |
| ------------------------ | ------------------------ | ------------------------ | ------------------------ | ------------------------ | ------------------------ |
| 1                        | 20,12                    | Erin                     | 9                        | 3,33                     | Karen                    |
| 2                        | 15,6                     | Michelle                 | 10                       | 2,94                     | Dean                     |
| 3                        | 15,22                    | Felix                    | 11                       | 2,47                     | Barry                    |
| 4                        | 10,64                    | Olga                     | 12                       | 1,51                     | Noel                     |
| 5                        | 9,99                     | Iris                     | 13                       | 1,22                     | Jerry                    |
| 6                        | 9,94                     | Humberto                 | 14                       | 0,74                     | Lorenzo                  |
| 7                        | 6,60                     | Gabrielle                | 15                       | 0,61                     | Allison                  |
| 8                        | 4,62                     | Chantal                  |                          |                          |                          |
| Total=105.6              |                          |                          |                          |                          |                          |

La tabla a la derecha muestra la Energía Ciclónica Acumulada (ECA) para cada ciclón tropical formado durante la temporada. El ECA es, a grandes rasgos, una medida de la energía del huracán multiplicado por la longitud del tiempo que existió, así como de huracanes particularmente intensos. Cuanto más tiempo dure y más intenso sea el huracán conllevará una ECA más alta. El valor de ECA sólo se calcula para sistemas tropicales de 34 nudos (39 mph, 63 km/h) o más y tormentas tropicales fuertes.

## Nombres de tormentas de 2001
Los siguientes nombres fueron usados para las tormentas que se formaron del Atlántico norte en 2001. Los nombres no retirados de esta lista se usarán de nuevo en la temporada de 2007. Esta es la misma lista que se usó en 1995 excepto por Lorenzo, Michelle, Olga, y Rebekah, que reemplazaron a Luis, Marilyn, Opal, y Roxanne. Las tormentas se llamaron Lorenzo, Michelle y Olga por primera vez (y única en el caso de Michelle) en 2001. Los nombres que se designaron para la temporada de 2001 pero no se usaron, están marcados en gris.
| - Allison - Barry - Chantal - Dean - Erin - Felix - Gabrielle | - Humberto - Iris - Jerry - Karen - Lorenzo - Michelle - Noel | - Olga - Pablo (sin usar) - Rebekah (sin usar) - Sebastien (sin usar) - Tanya (sin usar) - Van (sin usar) - Wendy (sin usar) |

### Retirados
La Organización Meteorológica Mundial retiró tres nombres en la primavera de 2002: Allison, Iris, y Michelle. Serán reemplazados en la temporada 2007 por Andrea, Ingrid, y Melissa.
Allison fue la primera tormenta tropical cuyo nombre fue retirado.